# Oasi Monte Accellica
L'Oasi del Monte Accellica è un'area naturale protetta di 600 ettari situata nel comune di Giffoni Valle Piana in provincia di Salerno.